# Sirotci oblohy
Sirotci oblohy (v anglickém originálu Orphans of the Sky) je vědeckofantastický román amerického spisovatele Roberta A. Heinleina vydaný knižně v roce 1963. Skládá se ze dvou na sebe navazujících novelet původně vydaných v časopise Astounding Science Fiction: Universe (Vesmír) zde vyšla v květnu 1941 a Common Sense (Zdravý rozum) v říjnu téhož roku.
Česky knihu vydalo nakladatelství Návrat v roce 1993 (ISBN 80-85432-75-7). Děj se odehrává na obrovské vesmírné lodi, kterou po generace obývají v koexistenci lidé a mutanti, kteří již zapomněli na své původní poslání. Jedná se o jedno z prvních zpracování tématu generační lodi, které ovlivnilo i další spisovatele. Idea existovala již dříve, Heinlein ji svým pojetím ve vědeckofantastické literatuře zpopularizoval.

Hlavními motivy díla jsou sebeurčení (zjištění účelu vlastního bytí), deziluze (překonání náboženských dogmat) a naplnění vlastního osudu. Autor zde vyzdvihuje odvahu postavit se zaběhnutému systému a překonávat předsudky. Dalším výrazným prvkem je hledání pravdy a její přijímání.
Motiv knihy přímo inspiroval i další autory. Téma generační lodi se objevuje například v románu Nonstop od Briana Aldisse či noveletě Pokolení, které dosáhlo cíle (Spacebred Generations, jiným názvem Target Generation) Clifforda D. Simaka.

## Postavy
Lidé z dolních palub
- Edris Baxterová – dívka, se kterou se měl Hugh oženit
- poručík Braune – správce vesnice v sektoru 5
- Chloe – vdova, společnice Hugha
- Bill Ertz – vědec, zástupce hlavního inženýra, později hlavní inženýr, přikloní se na Hughovu stranu
- Edard Hoyland – vesničan, strýc Hugha
- Hugh Hoyland – mladý vědec, který zjistil pravdu o lodi, snaží se ji předat celé posádce a dokončit Jordanův plán
- kapitán lodi – zpohodlnělý velitel hvězdoletu Vanguard, později je odstraněn a nahrazen Phineasem Narbym
- Alan Mahoney – vesničan, Hughův přítel
- Phineas Narby – vědec administrátor, dělá si ambice na funkci kapitána, později je při převratu na lodi dosazen do kapitánského křesla
- poručík Nelson – vědec, náčelník pro duchovní a fyzické blaho na sektoru lodi, kde vyrůstal Hugh
- Svědek – starý vesnický historik, předává ústně dalším generacím posvátné texty, zastává i roli notáře a právníka
- Mort Tyler – bývalý přítel Hugha, později během jeho obžaloby svědčí proti němu

Muťáci a muťačky
- Bobo – malý a silný mikrocefalický mutant
- Čunča
- Joe-Jim Gregory – siamské dvojče, inteligentní dvouhlavý muťák, vůdce gangu, který zajme Hugha
- Jack Nosáč
- Jedenačtyřicítka
- Matka čepelí – čtyřruká mutantská nožířka, zpracovává kov v termodynamické laboratoři
- Rukoun
- Sekyrka
- Skrček

Postavy z palubního deníku
- Jean Baldwin – pilot, důstojník třetí třídy
- Lacy – posádkový prokurátor
- Theodor Mawson – bývalý velitel proviantních složek, zvolen kapitánem kosmické lodi Vanguard
- Roy Mutt – v minulosti vrchní kovář, vedl vzpouru a prohlásil se kapitánem
- Arthur Sears
- Malcolm Young

## Prostředí
Kniha pojednává o životě lidí a "muťáků" (lidských mutantů) na obrovské generační kosmické lodi Vanguard letící mezihvězdným prostorem. Ve skutečnosti se jedná o expedici financovanou Jordanovou nadací a vyslanou ze Země roku 2119 k nejbližší hvězdě Proxima Centauri. Posádka však s každou generací zapomíná, až nakonec nezbude nikdo, kdo si pamatuje původní poslání a loď bezcílně letí kosmickým prostorem. Roli v degeneraci posádky sehrála i vzpoura vedená Royem Muttem v červnu 2172, která byla potlačena za cenu velkých lidských ztrát. Takový je záznam v palubním deníku.

Loď je de facto rotující válec, odstředivá síla tak simuluje pozemskou gravitaci. Čím blíže vnějšímu plášti (spodní paluby lodi), tím je umělá gravitace vyšší a naopak, čím blíže k ose rotace (horní paluby), gravitace se snižuje. V ose pak panuje stav beztíže. Loď je také prakticky bezúdržbová, stavitelé počítali i s nutností udělat ovládání co nejjednodušší. Zařízení jménem konvertor převádí jakoukoli hmotu na energii pro loď, rozloží ji na atomy. Končí v něm prakticky cokoli, odpad, knihy, těla lidí atd.
Lidé, podle jejichž náboženství představuje loď celý svět, žijí na spodních patrech lodi, kde obsluhují nejjednodušší stroje, které jim pomáhají přežít. Myšlenka, že by mohl existovat prostor vně lodi a ta by se mohla dokonce tímto prostorem pohybovat, je nepředstavitelná a kacířská.
Lidská společnost je vedena kapitánem a vědci, kteří na rozdíl od většiny ostatních lidí umí číst a počítat, a přestože jejich funkci přisuzují nadpřirozeným silám, jsou schopni ovládat jednodušší stroje, které jim zajišťují přežití. Ztratili však schopnost chápat čas. Náboženství, které vzniklo v průběhu generací, sice zajišťuje chod společnosti, vytváří však vládnoucí vrstvu (kapitán, vědci a úředníci) a téměř fanaticky potírá všechny nevhodné názory. Mytický Jordan v něm má místo boha stvořitele, zatímco Roy Mutt naopak ztělesňuje vše zlé.

Existuje averze vůči muťákům, je dokonce natolik intenzivní, že je zabito každé novorozeně s náznakem mutace. Většinu společnosti pak tvoří negramotní vesničané, farmáři.
Horní patra, kde gravitace s každým patrem slábne, jsou obývána muťáky a lidé se jim většinou vyhýbají, neboť se chtějí vyhnout potyčkám s nimi. Existují však plány na jejich vyhlazení. Mutanti praktikují kanibalismus a spolčují se do více či méně silných gangů, které mezi sebou bojují. Používají přitom vrhací nože (stejně jako lidé), případně praky. Mutace se na lodi začaly vyskytovat ve zvýšené míře poté, co přestal pracovat ochranný štít proti kosmickému záření.

## Děj
Kniha je rozdělena na dvě části: Vesmír a Zdravý rozum.

### Vesmír
V první části sleduje čtenář život Hugha Hoylanda, obyčejného obyvatele dolních palub lodi. Jednoho dne si jej nechá předvolat poručík Nelson a nabídne mu možnost přidat se k vědcům. Hugh ochotně přijme, neboť hodnost vědce je prestižní postavení, přestože se nebude moci oženit. Následující dny pouze čte staré knihy. Přitom začíná přemýšlet nad výkladem starých knih, který považovali vědci za alegorický. Například názor, že Cesta je skutečný pohyb, je odmítán, jelikož mimo loď již podle vědců nic není a Jordanův plán je vykládán jako alegorie k životní cestě.
Jednoho dne je při průzkumu horních pater Hugh zajat muťáky. Za čas, který stráví v zajetí muťáků, pozná, že ne všichni muťáci jsou agresivní, primitivní zvířata. Vůdce skupiny, která Hugha zajala, se jmenuje Joe-Jim a obě jeho hlavy jsou velmi inteligentní, došly k hrubému pochopení podstaty lodi. Přestože je Hugh vězněm, je s ním zacházeno slušně a dokonce může číst knihy, které nemají ani vědci. Po nějakém čase se Joe-Jim rozhodne vzít Hugha do hlavního řídícího sálu. Zde Hugh poprvé spatří prostor kolem lodi se zářícími hvězdami a uvědomí si, že svět je mnohem rozsáhlejší a že loď se skutečně pohybuje. Uvědomí si také, že Jordanův plán je možná přece jen skutečný a že jej mohou dosáhnout. Rozhodne se se svolením Joe-Jima vrátit se do nižších pater a přesvědčit vědce, že se loď opravdu pohybuje.
Promluví s hlavním inženýrem Billem Ertzem. Ten jej vyslechne, avšak nepřikládá jeho slovům váhu a kapitán odsoudí Hugha k trestu smrti vhozením do konvertoru, který transformuje hmotu na energii. Hugh za pomoci přítele Alana Mahoneye kontaktuje Joe-Jima, který se nakonec rozhodně Hugha zachránit. Když Hugha osvobodí, vezme Alana do řídícího sálu, kde pohled na hvězdy přesvědčí i jeho. Hugh, pevně rozhodnutý, že je třeba vykonat Jordanův plán, přesvědčí Alana a Jim-Joea, aby mu pomohli jeho lidem dokázat, že se loď se opravdu pohybuje. Bude ovšem třeba získat na svou stranu další vlivné vědce, aby se minimalizovalo násilí při plánované výpravě do spodních palub.

### Zdravý rozum
Do zajetí Joe-Jimovy a Hughovy skupiny padne i Bill Ertz, kterého se podaří také přesvědčit. Ten pak po návratu do dolních pater přemluví k plánovanému převratu kapitánova pobočníka Phinease Narbyho. Joe-Jim sjednocuje muťáky, jeho gang se rozrůstá. Muťáci si nechají u své nožířky ukovat meče, kterými se vyzbrojí. Získají tak výhodu v boji zblízka proti lidem vyzbrojenými pouze dýkami. Výprava dopadne úspěšně, Hugh Holand, Ertz a Mahoney s podporou Joe-Jimových muťáků svrhnou kapitána a na jeho místo dosadí Narbyho. 
Narby však ve skutečnosti nikdy neuvěřil novému pohledu Hugha a Billa Ertze. Jakmile si dostatečně upevní pozici, vytáhne do boje proti muťákům a vítězí. Joe-Jim se při útěku obětuje, aby zadržel pronásledovatele. Díky tomu získají Hugh, Bill a Alan se svými ženami čas dostat se do automatizovaného člunu. Podaří se jim přistát na obyvatelném exoměsíci plynného obra. Noví kolonisté se vyloďují ve svém novém domově. Jejich Cesta je tak dokonána, stejně jako Jordanův plán.

## Kulturní reference
V románu je zmíněn britský inženýr Allan Quartermaine a jeho krajan básník a spisovatel Rudyard Kipling. 
Oblíbenou knihou Joe-Jima Gregoryho je dílo Alexandra Dumase staršího Tři mušketýři, z něhož si vezme inspiraci k výrobě mečů pro boj s lidmi.